# Nicola Caldogno
Nicola Caldogno (fl. XVII secolo) è stato uno storico ed epigrafista italiano, attivo nel anni 1620.
Nacque in una famiglia nobile vicentina da Giovan Battista. Suo fratello era Francesco Caldogno provveditore ai confini per conto della Serenissima. Difficile conferire dei riferimenti cronologici alla sua biografia.
Erudito appassionato di storia locale, ha lasciato tre lavori manoscritti sulla Vicenza antica, con particolare attenzione all'epigrafia.
Il primo trattato è il Dell'origine della città di Vicenza nella quale sostiene le origini venete della città in contrasto con la teoria che la voleva fondata dagli Etruschi. Segue il Trattato summario d'intorno la materia dell'impresa nel quale si occupa delle "imprese" raffigurate nelle medaglie antiche.
Il lavoro più importante (e tuttora consultato) è Delle inscrittioni antique della città di Vicenza et Vicentino, una raccolta di iscrizioni dove se ne riporta il luogo del ritrovamento, la traduzione e la spiegazione. Come affermato da lui stesso, concepì l'opera quando notò che le descrizioni riportate nelle Veteres vicentinae urbis inscriptiones...nunc primum in lucem editae di Bernardino Trinagio non sempre corrispondevano fedelmente agli originali.